# Volksbad (Argenteuil)

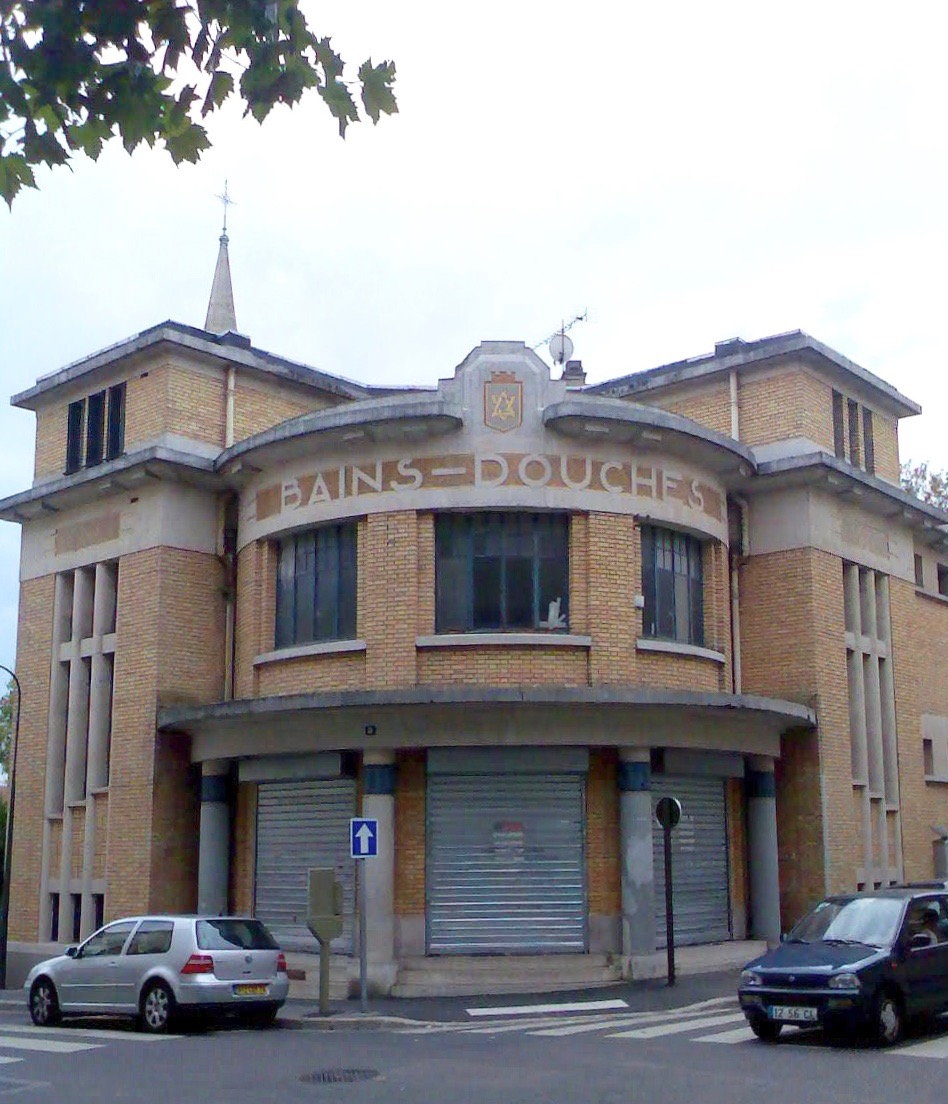
Volksbad in Argenteuil

Das Volksbad Argenteuil (französisch: Bains-douches d’Argenteuil) ist ein Volksbad in Argenteuil im Département Val-d’Oise in Frankreich. Das Gebäude steht an der Rue de Calais Nr. 9.

## Beschreibung
Das Volksbad wurde 1935 nach den Plänen des Architekten André Cordonnier errichtet. Der imposante Eingang mit einem Peristyl, von vier Säulen getragen, ist mit Mosaiken geschmückt.  